# Sistema antiquato
Sistema antiquato (Old-fashioned), pubblicato anche come Sull'orlo del buco nero, è un racconto di fantascienza dello scrittore Isaac Asimov. Fu pubblicata per la prima volta nel febbraio 1976 su Bell Telephone Magazine e compare nella raccolta Antologia del bicentenario (The Bicentennial Man and Other Stories, 1976) e in Tutti i racconti. Volume secondo (The Complete Stories Volume 2, 1992).
La storia è molto simile a quella del primo racconto di Asimov, pubblicato su di una rivista, ovvero Naufragio al largo di Vesta.

## Trama
Ben Estes e Harvey Funarelli sono due astro-minatori in cerca di minerali nella fascia principale. Ma si imbattono in un mini buco nero all'interno del sistema solare. La nave ne esce mezza distrutta, e i motori non funzionano più, proprio come i sistemi di comunicazione. Quindi non possono fare altro che aspettare la loro fine.
Estes però, senza perdersi d'animo, prende la decisione di lanciare i detriti che giravano assieme a loro intorno all'invisibile corpo celeste, proprio verso il buco nero. In questo modo avrebbe di sicuro fatto scature dei raggi x che avrebbero attirato l'attenzione, se non da Vesta (dove c'era una base spaziale), almeno dalla Terra, dove c'erano telescopi più potenti. Così si dà da fare, e manda tutte le rocce che può verso l'astro oscuro.
Però non lo fa in modo rozzo e casuale, dato che altrimenti, chiunque avrebbe visto i segnali, avrebbe pensato che si trattasse di eventi completamente naturali. Infatti, usa l'antiquato, ma in quel momento efficiente, codice morse, scrivendo le famose 3 lettere di richiesta di aiuto S.O.S. In questo modo, non solo egli salva la vita a sé e al proprio collega, ma inventa anche un nuovo modo di comunicare fra pianeti distanti.